# Lapte bătut

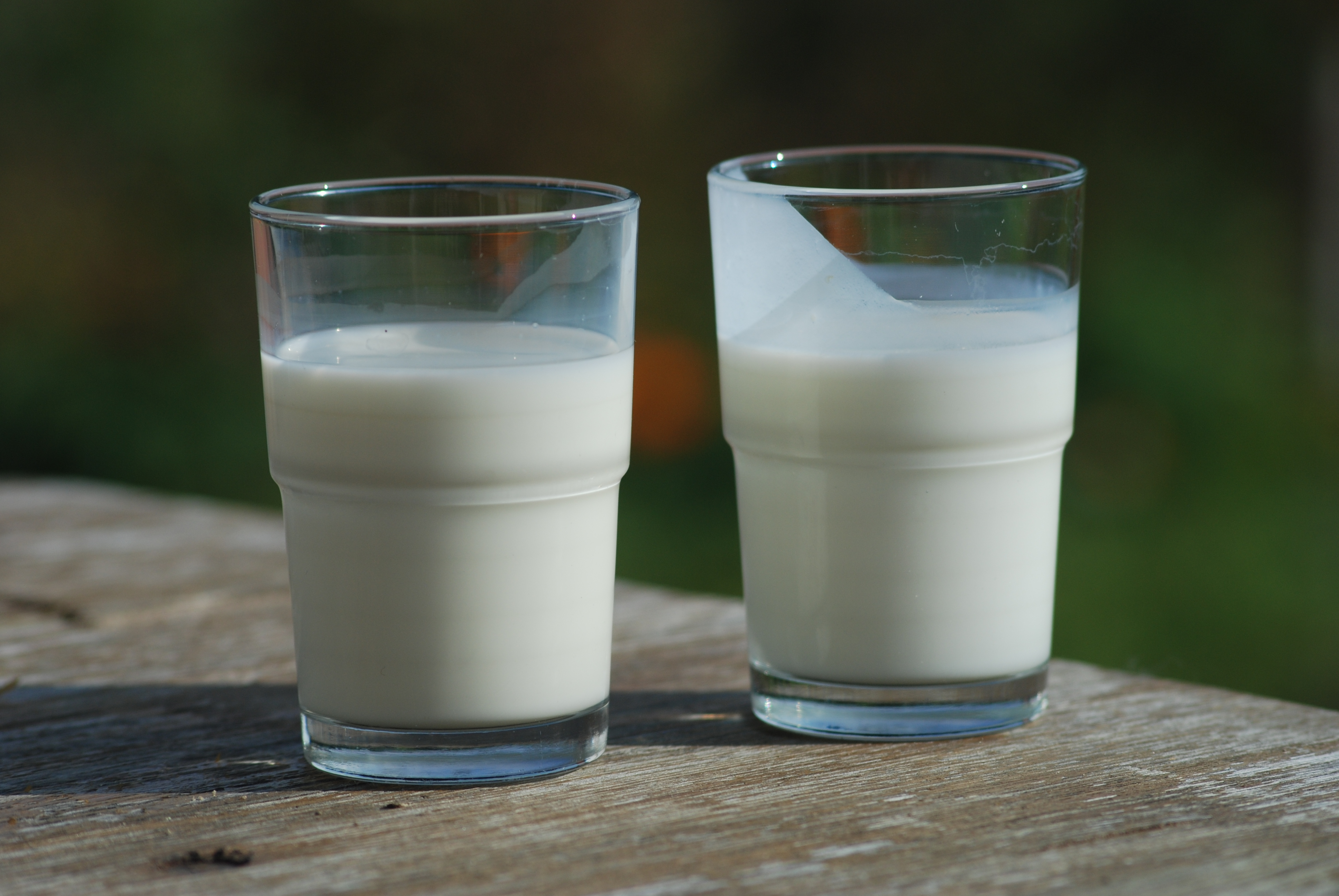
Laptele bătut (dreapta) comparat cu lapte proaspăt (stânga).

Laptele bătut este un produs lactat fermentat care se obține ca produs secundar la producerea untului. 
Prin fabricația acestuia este păstrată întreaga cantitate de cazeină din lapte, care este precipitată sub formă de flocoane fine, mai ușor digerabile.
Este indicat în tulburările de nutriție ale sugarului, în toxiinfecțiile alimentare, în alimentația mixtă ca o completare a alăptării la sân.